# Spectacular!
Spectacular! es una película juvenil musical estadounidense-canadiense para televisión que fue estrenada el 16 de febrero de 2009 en el canal Nickelodeon. Está protagonizada por el cantante Nolan Gerard Funk, la cantante australiana Tammin Sursok, antagonizada por la estrella de Zoey 101 y Victorious Victoria Justice y Simon Curtis con Matt Bennett, Andrea Lewis, Harris Allan, Joel Ballard y Avan Jogia. Filmada en Vancouver, Columbia Británica, Canadá, siendo estrenada el 16 de febrero de 2009. La banda sonora fue lanzada el 3 de febrero de 2009, con un total webstream en MTV.com lanzado la semana anterior.
Spectacular! atrajo 3,7 millones de espectadores durante su estreno.

## Trama
A medida del rollo de apertura de créditos, una banda llamada Flux, al parecer, sin cantante, comienza a tocar en un club nocturno. Entre el público es una chica llamada Courtney Lane, (Tammin Sursok). Se entremezclan con las escenas de la banda tocando, el cantante Alexander Nikko (Nolan Gerard Funk) calmadamente entra al club a través de la parte de atrás, apenas hace su señal para "Don't Tell Me". Al final de la canción, él inicia en uno de los amplificadores, destruyendo para efecto. Después de la actuación, los demás miembros de Flux, molesto por su descuido, lo echan fuera de la banda; la novia de Nikko Amy (Britt Irvin), que también está en la banda, lo deja. Después de que los miembros de la banda salen, Courtney frenéticamente intenta reclutar a Nikko en un coro show llamado "Spectacular!", de la que es líder. A pesar de Nikko es escéptico y condescendiente rechaza la oferta, Courtney le ruega que vaya a una feria para ver al coro actuar y luego toma su decisión.
Al día siguiente, en el carnaval, Nikko llega a tiempo para ver al coro show Spectacular! interpretando "Eye of the Tiger". Después, la cada vez más ansiosa Courtney, una vez más trata de persuadir a Nikko, que esta menos que impresionado por la actuación y estilo del grupo, para unirse al coro show y ayudarlos a ganar un concurso nacional, incluso le ofrece la mitad de las ganancias del grupo de la competencia, a cambio de su consentimiento. Nikko se niega a unirse al grupo, indicando que él no está interesado en el coro. Pronto, otro coro espectáculo llamado Ta-da interpreta "Things We Do for Love". Los cantantes principales son Royce (Simon Curtis), que solía ser el cantante principal de Spectacular! pero lo deja después de terminar con Courtney, y Tammi (Victoria Justice), Nueva novia Royce que es una chica egoísta. Later on, Nikko se reúne con e interpreta para un productor musical famoso llamado el Sr. Dickenson, quien le informa que tiene una oportunidad de conseguir un contrato discográfico si es capaz de reunir suficiente dinero para el equipo de su demo, que tiene que ser excelente. Nikko recuerda la oferta de Courtney de la mitad de las ganancias de la competencia de Spectacular! tiene previsto realizar en él, y decide unirse al coro con el fin de obtener el dinero para pagar su demo. Cuando se acerca al coro Courtney recuerda su burla de su actuación de carnaval y en un principio se niega a dejarlo entrar, pero después de acquisces Nikko demuestra su talento mediante la interpretación de "Break My Heart" delante de todo el grupo, que están impresionados por su voz. Cuando ellos practican, sin embargo, Nikko se entera de que el baile para el coro show no es tan fácil como parece y no es fácil recordar las rutinas de baile. Nikko, vive con su hermano mayor, Stavros (Christopher Jacot), no le informa a su hermano que se ha unido al coro show o que él está tratando de conseguir un contrato discográfico porque sabe que Stavros no lo aprobaría.
Varios días después el grupo, vestidos con trajes horribles de vaquero, van a actuar en el club donde Nikko y su antigua banda, Flux, se habían presentado al principio de la película. Ahí Nikko se encuentra con sus antiguos miembros de la banda, dando lugar a una difícil confrontación y una gran cantidad de burlas de SLaughtered Brains. Mientras tanto, Ta-da, que también están en el club, interpretando su canción "Lonely Love Song". Nikko descubre al otro miembros de Spectacular! Royce que es el exnovio de Courtney. Al ver el buen desempeño de Ta-da y la actitud esnob de Tammi y Royce, Nikko está decidido a ayudar a Spectacular! a ganar la próxima competencia y comienza a pensar que el grupo debería aparecer con nuevos pasos de baile y música nueva. Un día, antes de que Courtney llegará a los ensayos del coro, Nikko alienta a los otros miembros del coro a probar cosas de una manera diferente, e interpretan "Your Own Way", persuadir a los otros a unirse. A pesar de que son reacios a ir contra los deseos de Courtney, el resto del grupo finalmente están acuerdo en que necesitan una nueva rutina con el fin de ganar la competencia. Más tarde se reúnen en la casa de Nikko, sin que lo supiera Courtney, y Nikko comienza a enseñarles nuevos pasos de baile, afirmando que si realizan la canción frente a Courtney ella se impresiona y va a estar de acuerdo para cambiar el estilo del grupo. El coro se reúne en casa de Nikko todas las noches para practicar sin dejar de asistir a las prácticas con Courtney todas las tardes.
Nikko aprende de la tradición de Spectacular! de reunirse para una noche de bolos la semana antes de la competencia. Solo cuatro miembros, incluyendo Nikko y Courtney, aparecen en el bowling alley, donde descubren que Tammi y Royce ya están jugando bolos en su pasillo. Después de un breve enfrentamiento entre los dos grupos, Nikko persuade a los demás para interpretar una canción usando "Rock The World", una parodia del videojuego en la vida real Rock Band. La selección al azar elige una canción llamada "For the First Time", que era el viejo dueto de Courtney y Royce. Ella y Nikko lo cantan, tanto que pone celoso a Royce, y Nikko y Courtney se están atrayendo entre sí. Nikko invita a Courtney a su casa para una sorpresa, y cuando llegan ahí esta todo el grupo reunido en la azotea de Nikko, donde todos ellos interpretan "Your Own Way" para Courtney. Courtney, en lugar de estar impresionada, está molesta, acusando a Nikko de haberla traicionado por practicar otra rutina a su espalda, y luego se va.
Más tarde esa noche, Nikko va a la casa de Courtney a pedir disculpas y casi tiene una pelea a puñetazos con Royce, que había ido a pedirle a Courtney volver a estar juntos con él. Courtney rechaza a Royce, que burlonamente le dice que Nikko Ta-Da le ganará a Spectacular! en la competencia en la "más rara la basura habla de que [Nikko] ha oído hablar". Después Royce se va, Nikko le pide disculpas a Courtney por tomar el control del grupo a su espalda y le ofrece a hacer las cosas a su manera, pero Courtney admite que el grupo necesita un cambio. La madre de Courtney le dice a Nikko que puede traer algo bueno y cambiar al grupo "Spectacular!" y que Courtney sabrá hasta qué punto son realmente capaces de empujar el puesto para ganar. Los dos deciden unir sus talentos e interpretar una canción que todos puedan estar de acuerdo, y el Sr. Romano (Greg Germann), su profesor de música, sugiere una canción llamada "Something to Believe In". Spectacular! comienza los ensayos intensos y todo parece estar bien ("Just Freak"), hasta que el Sr. Dickinson paga a Nikko y Stavros una visita y les informa de que su jefe está ofreciendo a Nikko y Flux un contrato discográfico después de una audición y solo estará disponible la noche del sábado. Sabiendo eso Spectacular! está programado para actuar en el concierto la noche del sábado, Nikko se debate entre su compromiso con el coro y su única oportunidad de conseguir un contrato discográfico. Él trata de informarle a Courtney de su decisión de hacer una audición para el contrato discográfico, pero no se atreve a hacerlo. Mientras tanto, Amy le informa a Stavros que Nikko se ha unido al coro y Stavros se enfrenta a Nikko en frente de los miembros de Spectacular!, insistiendo en que Nikko abandone el coro y tome la audición para el contrato discográfico en su lugar. Los otros miembros de Spectacular! están molestos en que Nikko no va a salvarlos en el último minuto, y Courtney considera que Nikko la ha traicionado una vez más.
El Sr. Romano visita a Nikko, que está teniendo un momento difícil al decidir qué hacer, en su casa y revela que él estuvo en una banda famosa como Joey Rome que podría haber tenido más éxito si no habría tirado y rompido el contrato debido a su miedo de correr riesgos. Antes de salir para ir audición para el contrato discográfico, Courtney aparece. Nikko teme que ella está enfadada con él por darle la espalda a "Spectacular!" pero en cambio ella lo besa en la mejilla y le desea suerte. En la noche del concierto, Ta-Da interpreta "On The Wings Of A Dream" y gana aplausos y elogios de la audiencia. Mientras tanto, Nikko y Slaughtered Brains realizan su audición para el contrato discográfico, pero el corazón de Nikko no está ahí y los productores se dan cuenta y le dicen que no están interesados; Stavros dice que Nikko esta solo calentando, y que él es mejor de lo que está dando. Nikko les pide que le permitan mostrar donde su "corazón está". Cuando es el turno de Spectacular! cantan "Something to Believe In" en la competencia nacional, Nikko, para la sorpresa y deleite de Courtney, llega al escenario justo antes del coro, cantando a todo pulmón una nota larga. Flux se une a él, tocando música de fondo, y el Sr. Romano retoma su sueño como una estrella del rock tocando una guitarra en la canción. Nikko y Courtney se reconcilian, y el grupo gana una ovación de pie.
Ta-Da es anunciado como el ganador del concurso y Spectacular! es descalificado porque Nikko y Flux actuaron como miembros no registrados de la presentación. Tammi le revela a Royce que ella solo lo había utilizado para ganar el concurso y termina con él. A pesar de que Spectacular! perdió el concurso, La asombrosa actuación de Nikko le consiguió el contrato discográfico. Después de que todos se van, Nikko y Courtney comparten un beso. Termina con Spectacular!, Slaughtered Brains, y el Sr. Romano en un estudio grabando una canción juntos, convenientemente llamado "Everything Can Change", con Nikko y Courtney, como los cantantes de la canción.

## Reparto
- Nolan Gerard Funk como Nikko Alexander.
- Tammin Sursok como Courtney.
- Victoria Justice como Tammi.
- Simon Curtis como Royce.
- Matthew Bennett como Rich Dickenson.
- Andrea Lewis como Robin.
- Harris Allan como Eric.
- Joel Ballard como Caspian.
- Avan Jogia como Tajid.
- Shannon Chan-Kent como Janet.
- Christopher Jacot como Stavros.
- Britt Irvin como Amy.
- Harris Allan como Eric.
- Jesse Moss como Nils.
- Greg Germann como Sr. Romano
- Kevin McNulty como Tío Sam.
- Troy Hatt como Swanee Boy.
- Jean-Luc Bilodeau como Star Spangled Boy.
- Venus Terzo como Marion.
- Rukiya Bernard como La Recepcionista.
- Anthony St. John como Anthony Gage.
- David Quinlan como Emcee.

## Doblaje al español
Doblaje en Latinoamérica
- Irwin Daayán - Nikko Alexander
- Karla Falcón - Courtney Lane
- Alondra Hidalgo - Tammi Dyson
- Víctor Ugarte - Royce Du Lac
- Eduardo Garza - Caspian
- Christine Byrd - Janet
- Lety Amezcua - Robin
- Arturo Castañeda - Tajid
- Ernesto Lezama - Stavros
- Mireya Mendoza - Amy
- Héctor Emmanuel Gómez - Nills
- Enzo Fortuny - Eric
- José Luis Orozco - Joey Rome
- Sergio Gutiérrez - Anthony Gage

Doblaje en España
- Ricardo Escobar - Nikko Alexander
- Aledaida López - Courtney Lane
- Inés Blázquez - Tammi Dyson
- Fernando Cabrera - Royce Du Lac
- Blanca Hualde - Janet
- Javier Blas - Caspian

## Números musicales
El orden de las canciones de la banda sonora, y el orden de actuaciones musicales en la película tienen cambios menores. Antes que "Eye of the Tiger" y "Things We Do For Love" siendo las dos últimas presentaciones, al igual que en la banda sonora, son el segundo y tercero, respectivamente.
| Canción                   | Cantantes                                                      | Notas                                  |
| ------------------------- | -------------------------------------------------------------- | -------------------------------------- |
| "Don't Tell Me"           | Nikko                                                          |                                        |
| "Eye of the Tiger"        | Spectacular con Madison                                        |                                        |
| "Things We Do for Love"   | Ta-da                                                          |                                        |
| "Break My Heart"          | Nikko                                                          |                                        |
| "Dance With Me"           | Courtney                                                       | Música de fondo                        |
| "Lonely Love Song"        | Ta-da                                                          |                                        |
| "Your Own Way"            | Todos los miembros de espectacular, excepto Courtney y Madison |                                        |
| "For the First Time"      | Nikko y Courtney                                               |                                        |
| "Just Freak"              | Courtney                                                       | Música de fondo                        |
| "On the Wings of a Dream" | Ta-da                                                          |                                        |
| "Something to Believe in" | Spectacular                                                    |                                        |
| "Everything Can Change"   | Spectacular, Flux (sin Amy) y Sr. Romano                       | Realizado durante los créditos finales |

## Banda sonora
El 3 de febrero de 2009, Nickelodeon lanzó la banda sonora de Spectacular!, con canciones de todo el elenco, incluyendo a Nolan Gerard Funk y Tammin Sursok. El álbum, publicado por Nick Records, incluye canciones como "Don't Tell Me" y "Everything Can Change". El álbum, que entró en el # 195 en el Billboard 200, alcanzó el puesto # 44 en la tabla, y ha vendido más de 352.000 copias hasta la fecha.[cita requerida]

## Proyecciones en TV
Spectacular! se mostró e Australian TV Channel Ten el 18 de septiembre de 2009; en Nickelodeon Suecia el 19 de septiembre de 2009; y en Nickelodeon al sudeste de Asia el 4 de septiembre de 2009.[cita requerida]

## Estreno en DVD
El DVD fue lanzado el 31 de marzo de 2009, en los EE. UU., y el 7 de octubre de 2009, en Australia.
Contiene 4 detrás de las escenas de cortometrajes, y dos nuevos videos musicales de "Everything Can Change" y "For the First Time".

## Lanzamiento internacional
| País                                                                                                | Fecha de estreno                                         |
| --------------------------------------------------------------------------------------------------- | -------------------------------------------------------- |
| Estados Unidos                                                                                      | 16 de febrero de 2009 DVD: 31 de marzo de 2009           |
| Canadá                                                                                              | 8 de mayo de 2009                                        |
| Argentina · Chile · Colombia · Ecuador · México · Perú · Uruguay · Venezuela · República Dominicana | 23 de julio de 2009 DVD: 7 de agosto de 2009             |
| Alemania                                                                                            | 8 de agosto de 2009                                      |
| Países Bajos                                                                                        | 30 de agosto de 2009                                     |
| Australia                                                                                           | 18 de septiembre de 2009 DVD: 7 de octubre de 2009       |
| Italia                                                                                              | 24 de octubre de 2009                                    |
| España                                                                                              | 11 de diciembre de 2009 Canal Cuatro: 6 de marzo de 2010 |
| Polonia                                                                                             | 25 de diciembre de 2009                                  |
| Francia                                                                                             | 31 de octubre de 2012                                    |